# عبدالله واده
عبدالله واده یا عبدالآیه واد (انگلیسی: Abdoulaye Wade؛ زاده ۲۹ مهٔ ۱۹۲۶) سیاست‌مدار اهل سنگال و رئیس‌جمهور سابق سنگال از آوریل ۲۰۰۰ تا آوریل ۲۰۱۲ بوده‌است.

## دیدار با وزیر خارجه ایران
منوچهر متکی، وزیر امورخارجه ایران هنگام ملاقات با واده در سنگال، توسط محمود احمدی‌نژاد، رئیس‌جمهور ایران، از مقام خود عزل شد و دیدار این دو مقام نیمه کاره ماند. در پی این اقدام سنگال با توهین‌آمیز خواندن آن، سفیر خود را از تهران فراخواند.

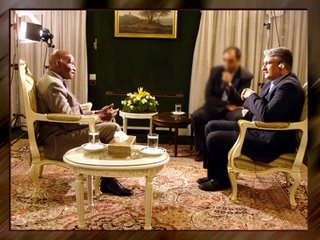
واد در مصاحبه با خبرنگار ایرانی علی اکبر عبدالرشیدی